# The Struggle Within
«The Struggle Within» (en español: «La lucha interna») es la duodécima y última canción del álbum de estudio homónimo Metallica del grupo musical estadounidense de thrash metal Metallica.
La letra es una especie de crítica hacia las personas egocéntricas. Comienza con un tipo de percusión para luego dar paso a un riff duro y simple que se va cambiando a través de la canción. Es la última pista del álbum, siguiendo la tradición iniciada por la banda de terminar los discos con temas agresivos y rápidos como «Metal Militia», «Damage, Inc.» y «Dyers Eve».
La canción fue interpretada en vivo por primera vez el 7 de mayo de 2012 en Praga (República Checa), con motivo de la gira de aniversario del quinto álbum homónimo.
Sin embargo, la introducción sigue siendo la única parte de todo el álbum Metallica nunca interpretada en vivo. 
Junto a «Through the Never» y «Holier Than Thou» son las canciones más rápidas y que conservan su estilo thrash en este álbum.

## Créditos
- James Hetfield: Voz y guitarra rítmica.
- Kirk Hammett: Guitarra líder.
- Jason Newsted: Bajo eléctrico y coros.
- Lars Ulrich: Batería y percusión.